# Al Chourouk
Al Chourouk (in arabo الشروق‎?) è un quotidiano tunisino fondato a Tunisi nel 1987.
Esce dal martedì alla domenica.

## Storia
Fu fondato nel 1987 da Slaheddine El Amri.